# ایزولا دل فمینه
ایزولا دل فمینه (به ایتالیایی: Isola delle Femmine) یک کومونه در ایتالیا است که در استان پالرمو واقع شده‌است.

## خصوصیات
ایزولا دل فمینه ۳ کیلومترمربع مساحت و ۷٬۳۳۶ نفر جمعیت دارد و ۷ متر بالاتر از سطح دریا واقع شده‌است.

## خواهرخوانده
شهر پیتسبرگ، پنسیلوانیا خواهرخواندهٔ ایزولا دل فمینه هست.